# Islandská státní církev
Islandská státní církev (islandsky Íslenska þjóðkirkjan) je luterská církev na Islandu. Úřad biskupa od roku 2012 zastává Agnes M. Sigurðardóttir, první žena v této funkci. V roce 2016 měla církev 237 938 členů, tj. zhruba 65 % všech Islanďanů. Je členem Světové luterské federace.

## Historie
Po christianizaci Islandu kolem roku 1000 obě zdejší biskupství Skálholt (od roku 1056) a Hólar (od 1106) náležela nejprve k arcibiskupství v Brémách, od roku 1104 arcibiskupství Lund a posléze arcibiskupství Trondheim. Během reformace se biskupství odvrátila od Říma a přijala luteránství. Už roku 1536 prosadil Kristián III. pro Dánsko, Norsko a Faerské ostrovy luteránské učení. Roku 1800 bylo biskupství Hólar zrušeno a biskupství ze Skálholtu přeneseno do Reykjavíku. Prvním biskupem celého Islandu se stal Geir Vídalín. Ústava z roku 1874 zaručovala na Islandu plnou náboženskou svobodu, ovšem jako státní církev určila luteránskou církev. V letech 1929–1986 byl v Reykjavíku postaven největší islandský kostel Hallgrímskirkja. Kněžské svěcení žen je možné od roku 1947. V roce 2012 se představitelkou církve stala první žena – Agnes M. Sigurðardóttir.